# كريستوفر مارشال
كريستوفر مارشال (بالإنجليزية: Christopher Marshall)‏ هو ملحن نيوزلندي، ولد في 1956.

## وصلات خارجية
- كريستوفر مارشال على موقع ميوزك برينز (الإنجليزية)